# 佐藤定幸
佐藤 定幸（さとう さだゆき、1925年 - 2015年）は、日本の経済学者。一橋大学名誉教授。一橋大学経済研究所長や、大東文化大学学長等を歴任。専門は多国籍企業論、アメリカ経済論で、日本で先駆け的に多国籍企業の研究を行うなどした。多国籍企業学会名誉会員。

## 人物・経歴
東京生まれ。旧制芝中学校を経て、1943年旧制東京商科大学（現一橋大学）予科入学。1945年陸軍機甲整備学校に特甲幹（特別甲種幹部候補生）として入学。終戦後復学し、1948年大学学部卒業。高橋泰蔵ゼミ出身。大学在学中は日本共産党シンパの学生らで組織された民主主義科学研究会（民研）に、岡稔（のちに一橋大学教授）、本間要一郎（のちに横浜国立大学名誉教授）、韮沢忠雄（のちに日本共産党赤旗編集局長）などとともに主要メンバーとして参加。
1948年有限会社世界経済研究所入所。1954年に退所し、同年都留重人教授、小原敬士教授の下で本田創造とともに一橋大学経済研究所アメリカ経済研究部門助手に就任。1969年同教授。1976年、伊東政吉の後任として第17代一橋大学経済研究所所長に就任。1989年一橋大学定年退職、名誉教授、大東文化大学経済学部教授。1991年から1993年まで第2代大東文化大学経済研究所所長。1993年から1996年まで第10代大東文化大学学長。
専門は多国籍企業論、アメリカ経済論で、日本で先駆け的に多国籍企業の研究を行い、のちに小島清らとともに多国籍企業学会名誉会員に推挙された。

## 著書
- 『戦後世界の景気循環』三一書房 1959年
- 『世界の大企業』岩波新書 1964年
- 『国際資本戦争 : 砲火なき闘い』日本経営出版協会 1967年
- 『 米国アルミニウム産業 : 競争と独占』岩波書店 1967年
- 『コングロマリット : アメリカの新しいビッグ・ビジネス』毎日新聞社 1969年
- 『多国籍企業の政治経済学』有斐閣 1984年
- 『日米経済摩擦の構図』（編）有斐閣 1987年
- 『20世紀末のアメリカ資本主義』新日本出版社 1993年